# Hiệp hội chèo thuyền dành cho người khuyết tật

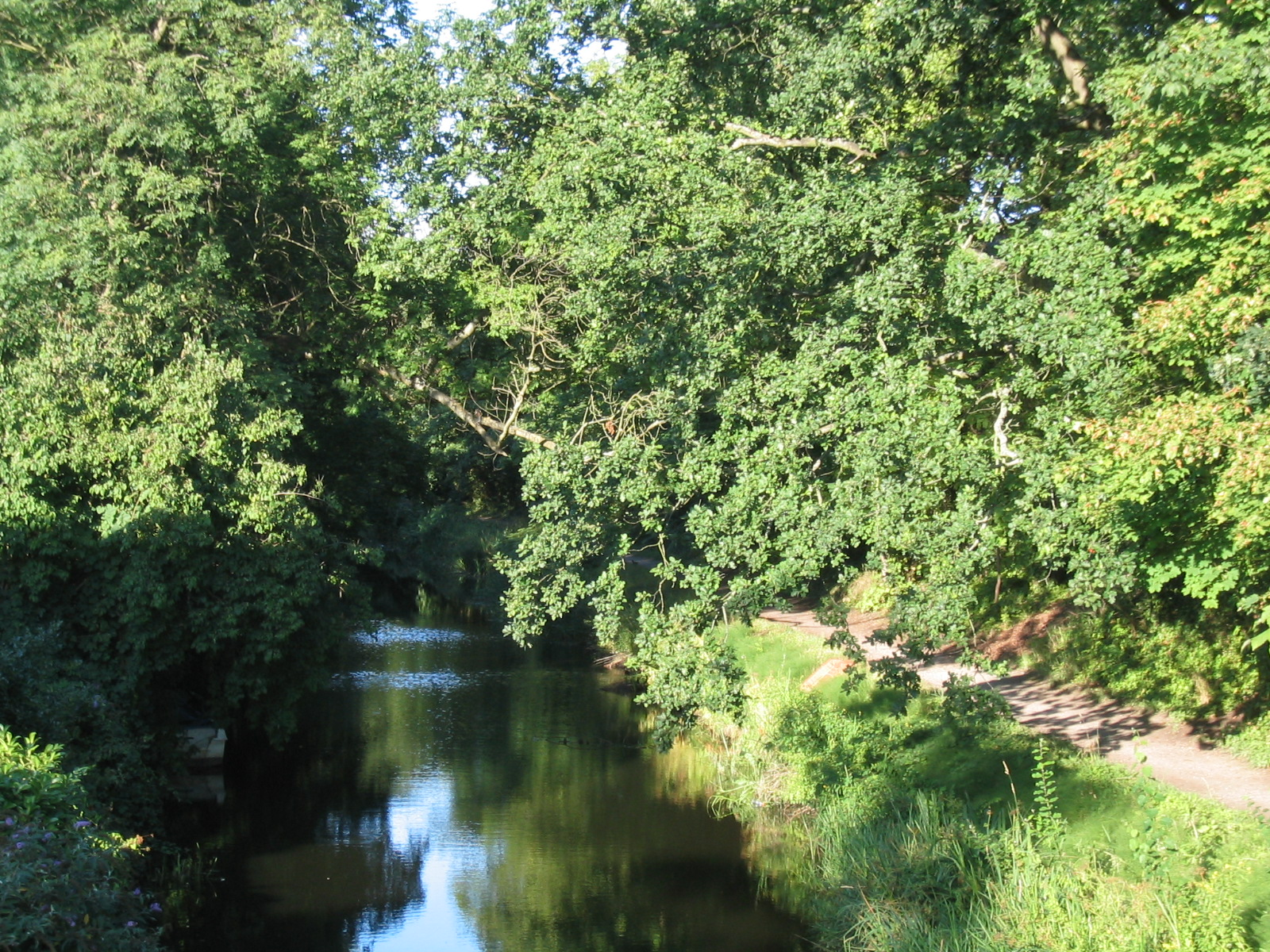

Hiệp hội chèo thuyền dành cho người khuyết tật là một tổ chức từ thiện đã đăng kí với mã số định danh là 295034 có trụ sở ở Hampshire, Anh .
Hiệp hội nhằm mục đích cung cấp các cơ hội chèo thuyền trên Kênh Basingstoke cho người khuyết tật gặp những khó khăn khi tiếp cận. Hiệp hội được thành lập năm 1985 và trước đây được gọi là "Thuyền cho người khuyết tật" . Đây là một thành viên của Hiệp hội Thuyền Cộng đồng Quốc gia .
Thuyền của Hiệp hội này đã được thiết kế đặc biệt để cung cấp phương tiện dành riêng cho hành khách khuyết tật:
- Chỗ ở cho người tàn tật và người chăm sóc họ
- Không gian cho một số xe lăn
- Đường dốc để dễ đi lại
- Thang máy thủy lực
- Giường bệnh viện dành cho người tàn tật nặng [1]

Có nhiều lựa chọn khác nhau cho các chuyến đi trong ngày. Một chuyến đi trong ngày từ Dawn từ Odiham cho phép một chuyến du thuyền có thể thưởng thức một bữa ăn trưa dã ngoại và trở về nhàn nhã qua những con đường đẹp như tranh vẽ của Kênh Basingstoke, - một trong những kênh đào đẹp nhất ở Anh.